# Peter Asplund
Peter Asplund, född den 26 september 1969, är en svensk jazztrumpetare, sångare och kompositör. Asplund är utbildad vid Södra latins gymnasium och Kungliga Musikhögskolan i Stockholm.
Han har givit ut ett flertal soloskivor och även medverkat som solist på skivor med andra artister, till exempel Kent, Lisa Ekdahl, Björn Skifs, Lena Philipsson, Ainbusk Singers, Robert Broberg, Daniel Lindström och Viktoria Tolstoy. Han spelade och turnerade dessutom regelbundet med Bo Kaspers Orkester tidigare.

## Priser och utmärkelser
- 2004 - Gyllene skivan för albumet  Lochiel's Warning
- 2005 - Musikpriset Manifest i jazzkategorin för albumet Lochiel's Warning

- 2010 - Gyllene skivan för albumet Asplund meets Bernstein

- 2021 - JazzBrazz-stipendiet

## Diskografi som soloartist
- 1995 – Open Mind (Dragon)
- 1999 – Melos (Sittel)
- 2000 – Satch as Such (Sittel)
- 2004 – Lochiel's Warning (Prophone)
- 2008 – As Knights Concur (Prophone)
- 2010 – Asplund Meets Bernstein (Prophone)
- 2013 – The Christmas Feeling (Prophone)
- 2015 – Aspiration, Home Safe … and Sound (Prophone)
- 2020 – All My Septembers (Prophone)